# Vágatunnilin

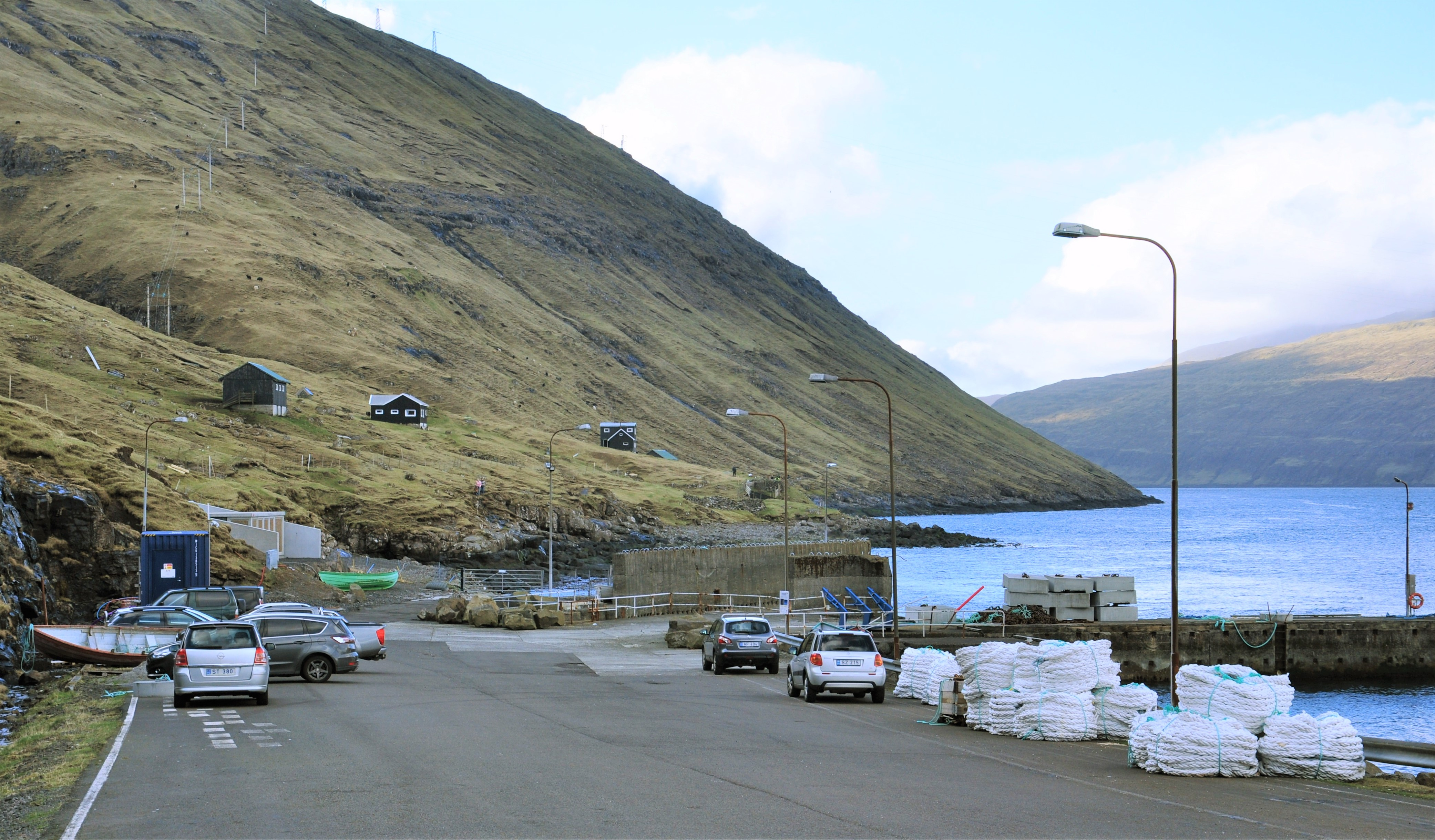
Az alagút megnyitása előtt a Streymoy-i Vestmanna és a Vágar-i Oyrargjógv között komp közlekedett. Ezeket a kompterminálokat 2002 óta nem használják. A képen az Oyrargjógv-i terminál látható 2022-ben.

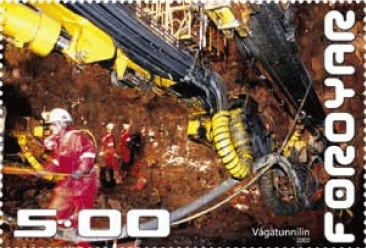
Bélyeg az építkezésről

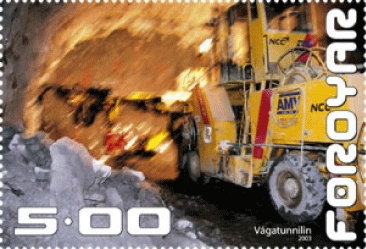
Bélyeg az építkezésről

A Vágatunnilin egy tenger alatti közúti alagút Feröeren, amely Streymoy és Vágar szigeteket köti össze a Vestmannasund tengerszoros alatt. Jelentőségét többek között az adja, hogy a főváros, Tórshavn, valamint a Vágari repülőtér között is biztosítja a kapcsolatot. A Norðoyatunnilin megépülte előtt ez volt a szigetcsoport leghosszabb alagútja.

## Történelem
Az alagút építésének előkészítését 1988 telén kezdték el, hogy az építkezés 1989 áprilisában megindulhasson. Az 1989 előtt lefolytatott vizsgálatok képezték nagyrészt a későbbi kivitelezés alapját. Az időközben Feröert érzékenyen érintő recesszió miatt azonban az építés megkezdését elhalasztották.
Amikor a költségvetésben elkülönítették az első összegeket a megvalósításra, létrejött az állami tulajdonú P/F Vágatunnilin társaság az alagút megépítésére és üzemeltetésére. Az építkezés végül bő tíz évvel később, 2000. szeptember 28-án kezdődött a streymoyi bejáratnál, és 2001. február 27-én Vágaron. Az alagútfúráskor kitermelt 327 000 m³ anyagot az útépítéshez és a kollafjørðuri kikötő építéséhez használták fel. Az áttörésre 2002 első napjaiban került sor, és a munkálatok olyan jól haladtak, hogy az alagutat 2003 helyett már 2002. december 10-én átadták a forgalomnak.
Az építkezés 1999-es árakon 240 millió koronába került, a finanszírozási költségek nélkül. Ebből 160 milliót a Løgting biztosított a költségvetésből (1999-től kezdve évente 20 milliós részletekben), a többit hitelekből fedezték.

## Jellemzők
Az alagút 30-140 méterrel a tengerfenék alatt vezet. A tenger mélysége sehol nem haladja meg a 60 métert; az alagút legmélyebb pontja 105 méterrel húzódik a tengerszint alatt.
Az alagút 4,9 km hosszú, ebből 2,5 km a tenger alatt. Vágaron 1,8 km, Streymoyon 300 m hosszú bekötőút vezet hozzá. Az alagút 10 m széles; a benne vezető út kétsávos, az útpálya szélessége 7 m. 500 méterenként vészleállóhelyeket alakítottak ki mindkét irányban, illetve három helyen a teherautók is meg tudnak fordulni vészhelyzet esetén.

## Üzemeltetés
Az alagút használata díjköteles. A 3,5 t alatti és 6 méternél rövidebb gépkocsik számára egy áthajtás 130 koronába kerül, de az 5, 20 illetve 40 áthajtásra érvényes díjakkal, valamint a havi és éves bérletekkel jelentős megtakarítás érhető el. A 6 m-t meghaladó hosszúságú járművek díja 350 korona, a 12,5 méternél hosszabbaké pedig 530 korona.

## Hatások
Az alagút átadását megelőzően a Tórshavn és Sørvágur közötti út legalább két órát vett igénybe, beleszámítva a kompon való átkelést is. Ez az út távolságban mintegy 10 km-rel, időben egy órával rövidült le. Ez lehetővé teszi a vágariak számára, hogy a fő szigetre ingázzanak tanulás vagy munkavállalás céljából, valamint a kórház elérését is gyorsabbá és biztonságosabbá tette. A többi sziget lakói számára a Vágari repülőtér elérése is könnyebbé vált.
Az építmény által kiváltott kompjáratok évente mintegy 300 000 személyt és 100 000 járművet szállítottak.

## Kultúra
Az alagút megnyitójára komponálta Kristian Blak a Vágatunnilin című zeneművet, amely Blak és az Yggdrasil 2006-os Risastova című lemezén jelent meg.

### Külső hivatkozások
- Hivatalos honlap (feröeri)
- Vágatunnilin, faroestamps.fo (angol, német, francia, dán, feröeri)